# Francis Desjardins
Francis Desjardins, né le 14 août 1991, est un joueur de Scrabble québécois. Il est le second non-Européen après son compatriote Germain Boulianne à gagner le titre senior des Championnats du monde de Scrabble francophone, lors de l'édition 2011, à Montreux, en Suisse. En 2022, il remporte le championnat du Québec une septième fois en réalisant une performance inégalée ne perdant aucun point durant toute la compétition (sur 4555). Il récidive cet exploit en 2025 (sur 4623 points) lui conférant son neuvième titre de Champion du Québec.
Le 23 juillet 2019, il remporte le titre de Champion du monde Classique à La Rochelle devenant ainsi le deuxième joueur au monde à réaliser l’exploit dans les deux disciplines reines, soient le Duplicate et le Classique, après Nigel Richards.

## Biographie
Francis Desjardins est originaire de Québec et y réside. C'est à treize ans qu'il découvre le jeu de Scrabble (avant cet âge, il pratiquait le jeu d'échecs en club), atteignant rapidement un niveau d'excellence. Licencié au club de Laval, il domine les championnats du Québec dans sa catégorie, vainqueur en cadets (2005, 2006) comme en juniors (2007, 2008, 2009).
Il est titulaire d'un Baccalauréat et d'une Maîtrise en mathématiques (2016) de l'Université Laval ainsi que d’un certificat en informatique (2018).

## Palmarès au Scrabble
- Champion du monde de Scrabble Classique 2019 à La Rochelle, France
- Champion du monde Duplicate 2011 à Montreux, Suisse
- Vice-champion du monde Duplicate 2014 à Aix-les-Bains, France
- Vice-champion du monde Duplicate 2025 à Trois-Rivières, Québec
- Champion du Québec : 2010, 2012, 2013, 2014, 2017, 2018, 2022 (au top), 2024, 2025 (au top)
- Champion du Québec en paires : 2008, 2009, 2013, 2014, 2017, 2018 et 2025
- Champion du monde junior : 2007, 2008 et 2009